# Paul von Seydewitz

Paul von Seydewitz (1843–1910)

Kurt Damm Paul von Seydewitz (* 3. Mai 1843 in Lauterbach; † 17. Dezember 1910 in Dresden) war sächsischer Kultusminister, Minister des Königlichen Hauses, Ordenskanzler und Rechtsritter des Johanniterordens.

## Leben

### Familie
Kurt Paul Damm stammte aus dem meißnischen Uradelsgeschlecht von Seydewitz und war der älteste Sohn des Rittergutsbesitzers Kurt von Seydewitz (1814–1863) und seiner Gemahlin Helene, geborene von Kiesewetter († 18. Juni 1897). Paul hatte fünf Schwestern und sechs Brüder. Zu letzteren zählen der Pirnaer Superintendent Hans von Seydewitz (1849–1910), der Staatsminister Ernst von Seydewitz, General Max von Seydewitz (1857–1921) und der Chemnitzer Oberregierungsrat Karl von Seydewitz.
Paul von Seydewitz heiratete in erster Ehe 1874 Marie von Kyaw. Der Ehe entstammten die Kinder Max Otto Kurt (* 25. Juli 1876) und Maria Helene Mathilde (1877–1882). Nachdem seine erste Gattin am 12. Mai 1886 verstorben war, heiratete er am 11. Februar 1897 die Witwe seines Schwagers, des Landgerichtspräsidenten Kurt von Kyaw, Esther, geborene von Carlowitz (1859–1910).

### Werdegang und Leistungen
Paul von Seydewitz besuchte ab 1856 die Fürstenschule St. Afra in Meißen, die er 1862 mit dem Reifezeugnis verließ. Er studierte anschließend Jura an der Universität Leipzig unter Professor Karl von Gerber. Ostern 1866 bestand er die Referendarprüfung und wurde beim Gerichtsamt Leipzig als Referendar angestellt. Einige Jahre später wechselte er als Sekretär der Kreisdirektion Leipzig in den Dienst des sächsischen Innenministeriums. Am 15. Dezember 1871 trat er auf Vermittlung seines ehemaligen Lehrers, des nunmehrigen Kultusministers von Gerber, als Regierungsassessor in das sächsische Kultusministerium über. 1874 wurde er zum Regierungsrat, 1877 zum Vortragenden Rat und 1879 zum Geheimen Regierungsrat befördert. Seydewitz nutzte die folgenden Jahre, um sich gründlich in die Verhältnisse und Aufgaben des Kulturressorts einzuarbeiten. Er publizierte zum Kodex des sächsischen Kirchen- und Schulrechts und zum Königlich Sächsischen Volksschulgesetz vom 26. April 1873.
Nach dem Tod Karl von Gerbers ernannte ihn König Albert von Sachsen am 1. Januar 1892 zu dessen Nachfolger. Als Minister war er bemüht, die fortschreitende Entwicklung der Wissenschaften durch die Förderung der Sächsischen Landesuniversität zu unterstützen. Unter Seydewitz wurden der Unterrichtsbetrieb neu geordnet, zahlreiche Institute gegründet und Neubauten errichtet. Während seiner Amtszeit nahm die Universität Leipzig eine führende Position unter den deutschen Universitäten ein.
Auch die Technische Hochschule Dresden wurde unter seiner Ägide modernisiert, ausgebaut und mit neuen Statuten ausgestattet. Durch die Verleihung des Promotionsrechts und des Titels Magnifizenz an den jeweiligen Rektor wurde ihre Stellung zusätzlich aufgewertet.
Dem höheren Schulwesen verordnete er neue Lehr- und Prüfungsordnungen. Er vermehrte die Anzahl von Gymnasien (2), Realgymnasien (1) und Realschulen (9) in Sachsen und verbesserte die Einkommens- und Rangverhältnisse der Oberlehrer.
Auch die Mängel im Volksschulwesen suchte er zu beseitigen, wenngleich er das Gerbersche Volksschulgesetz nicht grundlegend reformierte.
In Fragen des sächsischen Kirchenwesens war er bemüht, bei Streitigkeiten zwischen den verschiedenen Religionen und Konfessionen vermittelnd einzuwirken. Seine Stellung war diesbezüglich in Sachsen besonders heikel, da das Königshaus seit August dem Starken wieder der Römisch-katholischen Kirche angehörte, während das Land und seine Bevölkerung durch den Verzicht auf die Anwendung des Instrumentariums cuius regio, eius religio im protestantischen Glauben verblieben war. Das Ministerium Seydewitz sorgte insbesondere dafür, die Gehalts- und Pensionsverhältnisse der Geistlichen zu verbessern sowie die Kollatur der geistlichen Ämter und das private Kirchenpatronat den Erfordernissen der Zeit anzupassen.
In Anerkennung seiner Verdienste promovierte ihn die Universität Leipzig 1896 zum Ehrendoktor ihrer vier Fakultäten. Die Technische Hochschule verlieh ihm den Dr.-Ing. und die Sächsische Akademie der Wissenschaften wählte ihn zu ihrem Ehrenmitglied. Auf Vorschlag des Domkapitels des Hochstifts Meißen wurde von Seydewitz zum Domherrn und Propst des Domstifts Bautzen ernannt.
Nach einem Gehirnschlag im Dezember 1905 musste er im Februar 1906 als Minister seinen Abschied nehmen. Die folgenden Jahre lebte er zurückgezogen in Dresden und auf seinem Sommersitz in Blasewitz. Wenige Tage nach dem Tod seiner zweiten Gattin verstarb er in Dresden und wurde auf dem Trinitatisfriedhof beigesetzt.

## Orden (Auswahl)
- Komtur des Albrechts-Ordens
- Großkreuz des Zivilverdienstordens
- Hausorden der Rautenkrone
- Rechtsritter des Johanniterordens
- Königlicher Kronen-Orden II. Klasse mit Rotem Kreuz
- Großkreuz des Roter Adlerordens

## Schriften
- Die neueren Kirchengesetze für das Königreich Sachsen und die damit in Verbindung stehenden Verordnungen unter Berücksichtigung der Synodal- und Landtagsverhandlungen. Leipzig 1877.
- Codex des im Königreiche Sachsen geltenden Kirchen- und Schulrechts mit chronologischen und alphabetischen Registern. Leipzig 1890.
- Das Königlich Sächsische Volksschulgesetz vom 26. April 1873 nebst Ausführungsverordnung zu demselben vom 25. August 1874 und den damit in Zusammenhang stehenden Gesetzen und Verordnungen. Leipzig 1888.